# Rue de l'Argonne (Saint-Gilles)
Pour les articles homonymes, voir Rue de l'Argonne.
La rue de l'Argonne (en néerlandais : Argonnestraat) est une rue bruxelloise de la commune de Saint-Gilles qui relie la place Bara à la porte de Hal. Elle va du boulevard Jamar à la rue de Mérode en passant par l'esplanade de l'Europe, la rue Fonsny et la place de la Constitution.
Son nom provient de la région naturelle du nord de la France théâtre de batailles durant la Première Guerre mondiale.
Cette rue, située entre la gare du Midi et le boulevard du Midi, est un lieu de la petite criminalité à Bruxelles.